# Фоса Д'Алберо (Ферара)
Фоса Д'Алберо је насеље у Италији у округу Ферара, региону Емилија-Ромања.
Према процени из 2011. у насељу је живело 324 становника. Насеље се налази на надморској висини од 7 м.